# St. Dionysius (Pipinsried)

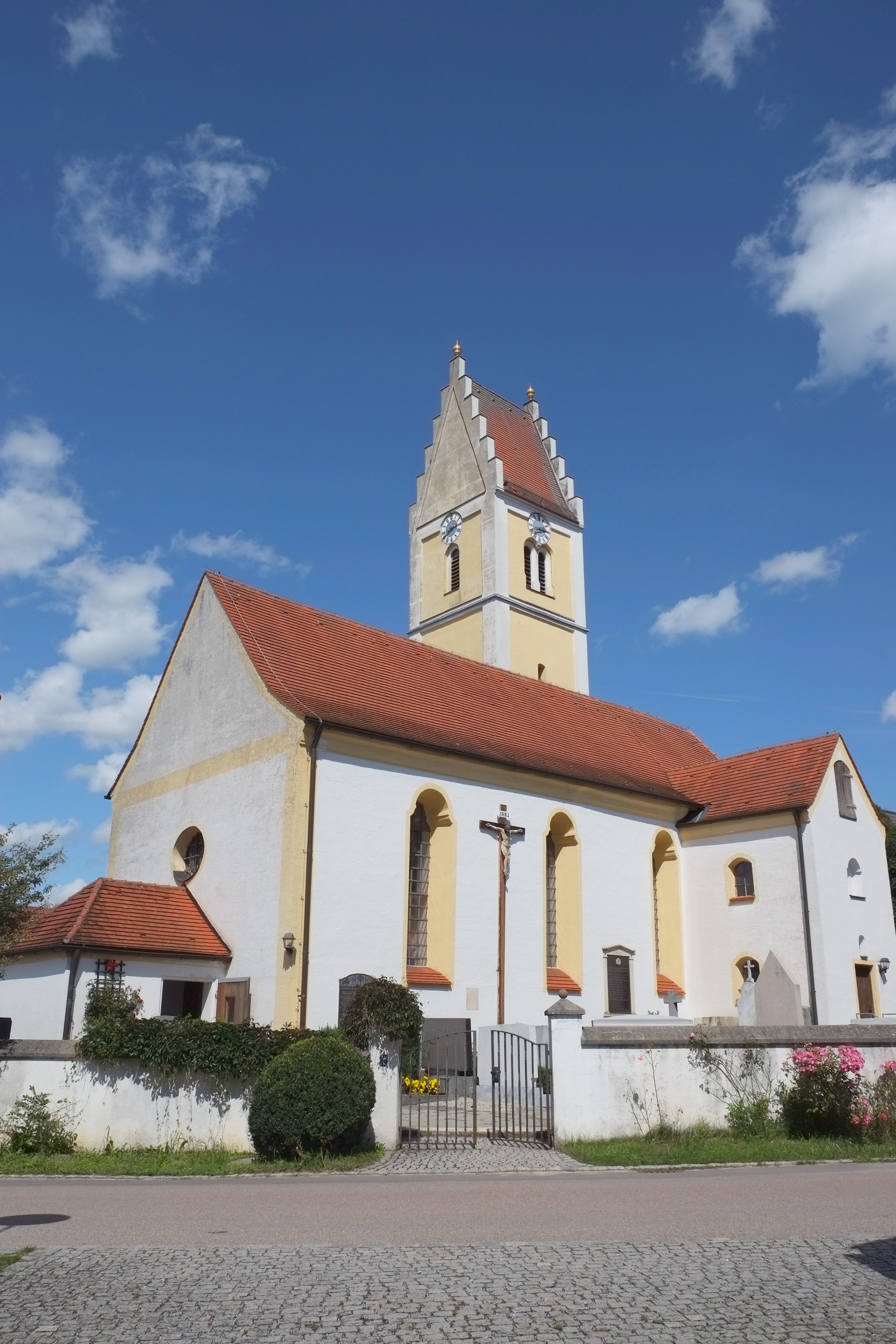
St. Dionysius in Pipinsried

Die römisch-katholische Pfarrkirche St. Dionysius steht in Pipinsried, einem Gemeindeteil des Marktes Altomünster im oberbayerischen Landkreis Dachau. Sie ist in der Liste der Baudenkmäler in Altomünster als Baudenkmal unter der Nr. D-1-74-111-58 eingetragen. Die Kirche gehört zum Dekanat Aichach-Friedberg im Bistum Augsburg.

## Beschreibung
Die Saalkirche besteht aus dem 1729 erneuerten Langhaus, dem spätgotischen Chor mit Fünfachtelschluss im Osten, dem spätgotischen Chorflankenturm an der Nordwand und der Sakristei mit einem Oratorium im Obergeschoss an der Südwand des Chors sowie einem Vorbau im Westen des Langhauses. 
Von dem mit einem Satteldach zwischen Staffelgiebeln bedeckten Turm ist anzunehmen, dass er schon um 1480 stand. Denn es sei belegt, dass Stephan Wiggard aus Augsburg in den Jahren 1484 und 1487 Glocken für Pipinsried goss. Laut einer Liste von 1864 gab es außer diesen beiden zwei weitere von 1598 und 1720. Über den Verbleib ist nichts bekannt; wahrscheinlich mussten sie in den Weltkriegen abgeliefert werden; denn 1951 goss Karl Czudnochowsky in Erding vier neue Glocken für den Turm, die größte mit einem Gewicht von zwei Tonnen. Vorher hatte die Kirche jahrelang nur eine Notglocke. Die Tonfolge der Glocken von 1951 ist cis‘, e‘, fis‘ und a‘.
Die Altäre stammen aus der Zeit um 1770. Der Hochaltar wurde 1941 neu gestaltet. Seitdem steht statt des früheren Altarblatts mit einem Bild des Kirchenpatrons, des heiligen Dionysius, zwischen hohen Säulen etwa einen Meter zurückversetzt eine Kreuzigungsgruppe mit Maria und Johannes unter dem Kreuz. Der zweistöckige Tabernakel ist im Stil des Rokoko gestaltet. Darauf liegt in einem Strahlenkranz auf dem Buch mit sieben Siegeln das Lamm Gottes. Im Retabel des südlichen Seitenaltars befindet sich eine Kopie des Gnadenbildes der Santa Maria del Popolo. Das Altarblatt des linken Seitenaltars zeigt die heilige Anna mit ihrer Tochter Maria auf dem Schoß.